# Мирлин, Гилель Авсеевич
Гилель Авсеевич Мирлин (1911—2001) — советский хозяйственный, государственный и политический деятель.

## Биография
Родился в 1911 году в Казани.
Член КПСС.
С 1933 года — на хозяйственной, общественной и политической работе.
В 1933—1983 годах проводил геологические изыскания на Урале и в Казахстане, научный сотрудник, учёный секретарь Геологического института АН СССР, руководитель отдела геолого-съемочных и картографических работ Комитета по делам геологии при Совнаркоме СССР, участник Великой Отечественной войны, член коллегии Министерства геологии СССР, начальник отдела геологии Госплана СССР, научный сотрудник Комиссии АН СССР по изучению производительных сил и природных ресурсов.
Руководитель разработки первого перспективного плана развития минерально-сырьевой базы (1961—1980).
Один из инициаторов и организаторов проведения геолого-разведочных работ на морских шельфах и в Мировом океане.
Участник составления первых сводных геологических карт для всей территории страны, один из инициаторов применения в геологии аэрофотосъемочных и геофизических методов.
Умер в Москве в 2001 году.